# Estación Elías Romero
Elías Romero era una estación ferroviaria ubicada en las áreas rurales de la ciudad de Marcos Paz, partido de Marcos Paz, Provincia de Buenos Aires, Argentina.
Actualmente el edificio se encuentra usurpado.

## Ubicación
Su edificación aún se encuentra en una zona rural, 3 km al norte de Marcos Paz. Se puede acceder a ella por un camino rural que lleva a General Rodríguez.

## Servicios
La estación formaba parte del Ferrocarril Midland de Buenos Aires que unía la Estación Puente Alsina con la ciudad de Carhué.
A partir de la nacionalización de 1948, pasó a formar parte del Ferrocarril General Belgrano.
La estación fue deshabilitada en 1977, año en el que el ramal ferroviario fue reducido llegando únicamente a la estación Libertad, y posteriormente a Marinos del Crucero General Belgrano.